# Claoxylon neoebudicum
Claoxylon neoebudicum là một loài thực vật có hoa trong họ Đại kích. Loài này được (Guillaumin) Airy Shaw mô tả khoa học đầu tiên năm 1978.